# Pavel Vasil'evič Čičagov
Pavel Vasil'evič Čičagov (in russo Па́вел Васи́льевич Чича́гов?; San Pietroburgo, 27 giugno 1767 – Parigi, 20 agosto 1849) è stato un generale e ammiraglio russo, famoso per la partecipazione alla battaglia della Beresina, dove, nonostante la situazione favorevole, non riuscì a bloccare con il suo esercito i resti della Grande Armata di Napoleone, al termine della campagna di Russia.
Fu il figlio di Vasilij Jakovlevič Čičagov e della sua moglie inglese.

## Biografia
Entrato nell'esercito nel 1782, fece la sua prima esperienza militare di rilievo nel Mediterraneo, a seguito del padre. Tra il 1788 e il 1790, combatté con coraggio nella guerra russo-svedese, durante la quale guidò la Rostislav ed ottenne alcuni importanti successi, per i quali l'Impero svedese, al termine del conflitto, fu costretto a cedere all'Impero russo la Finlandia. Nel 1791, per i suoi meriti militari, fu premiato con l'Ordine di San Giorgio e con una spada d'oro, sulla quale era incisa l'iscrizione con coraggio.
Nello stesso anno, si recò in Inghilterra per studiare all'accademia navale inglese. In terra britannica, conobbe quella che sarebbe diventata sua moglie, Elizabeth Proby, figlia di un importante commerciante britannico. Nel 1796 tornò in Russia, dove ottenne dal padre il permesso di sposarla. Tuttavia, fu duramente rimproverato dallo zar Paolo I, che non capiva la necessità di prendere in moglie una donna straniera invece che una delle tante spasimanti locali. Per questo, Pavel fu addirittura messo in prigione, dopo che era stato accusato di aver preso parte ad alcuni episodi di violenza non bene specificati. Fu presto liberato ed ottenne finalmente il permesso di coronare il suo sogno: infatti, si sposò e ricevette da Paolo, come regalo di nozze, la promozione a contrammiraglio.
Nel 1802, fu promosso a vice ammiraglio e fu nominato dal nuovo zar Alessandro I membro del Comitato di Riorganizzazione Navale, mentre nel 1807 divenne ammiraglio. Nel 1811, al termine di un periodo di viaggi attraverso l'Europa, morì l'amata Elisabeth. L'anno successivo, lo richiamò e lo fece eleggere comandante in capo dell'esercito del Danubio, oltre che governatore generale della Valacchia e della Moldavia. Tuttavia, non appena assunse ufficialmente il comando delle truppe, finì la guerra contro l'Impero ottomano, dopo la firma del Trattato di Bucarest. Sempre nel 1812, partecipò alla campagna militare contro Napoleone, durante la quale fu accusato di aver lasciato scappare l'armata in fuga di Napoleone presso il fiume Beresina.
Nel 1813, fu congedato dall'esercito ed andò in Francia: non ritornò mai più in patria. Divenne poi cittadino britannico e dedicò la parte finale della sua vita a viaggiare, soprattutto in Francia ed in Italia. Morì a Parigi il 20 agosto 1849.